# 康乐街道
康乐街道，是中华人民共和国江西省宜春市万载县下辖的一个乡镇级行政单位。

## 行政区划
康乐街道下辖以下地区：
西门社区、东门社区、南门社区、北门社区、务前社区、金三角社区、康乐村、阳乐村、联星村、联和村、里泉村、东升村、十字布村、福星村、猛辉村和兴联村。